# 岡哲也
岡 哲也（おか てつや、1979年9月17日 - ）は日本の男性声優。プロダクション・エース所属。京都府京都市出身。

## 人物
以前はRMEに所属していた。
方言は関西弁。
趣味・特技は料理、CDドラマ編集、模型制作、脚本制作。

## 出演
太字はメインキャラクター。

### テレビアニメ
2009年
- みなみけ おかえり

2010年
- おまもりひまり（妖）
- GIANT KILLING（堀田健二、山井、サポーター、通行人、部長）

2011年
- これはゾンビですか?（ファン）

2012年
- Another（大庭）
- ぴっちぴち♪しずくちゃん（大なまずのうな吉）

2013年
- 八犬伝―東方八犬異聞―（村長、賢人、十二賢者）- 2シリーズ

2014年
- いなり、こんこん、恋いろは。（伏見初午）

2016年
- 甘々と稲妻（父たち）
- プリンス・オブ・ストライド オルタナティブ（審判）

2018年
- 弱虫ペダル GLORY LINE（観客）

### Webアニメ
- Starry☆Sky（2010年、天羽英空）

### ゲーム
2007年
- はじめの一歩 PORTABLE VICTORIOUS SPIRITS（リングアナウンサー）
- Under the Moon ～つきいろ絵本～

2009年
- Under The Moon 〜クレセント〜
- イナズマイレブン2 脅威の侵略者（担当区）

2011年
- Princess Frontier Portable（ホメロ）

2013年
- アサシン クリード IV ブラック フラッグ（スティード・ボネット）
- コール オブ デューティ ゴースト
- LEGO マーベル スーパー・ヒーローズ ザ・ゲーム

2014年
- 戦国BASARA4

2015年
- コール オブ デューティ ブラックオプス 3（ハキム）

2016年
- √Letter ルートレター（文野直樹）

2017年
- デスティニーチャイルド（マンモン）
- シャドウ・オブ・ウォー（イシルドゥア、ゾグ ほか）

2020年
- 龍が如く7 光と闇の行方

時期未定
- Gate of Nightmares（サイダー）

### ドラマCD
- ハイラのSP -龍伐庁調査執行部第3課-（弐包隆[7]）

### 吹き替え

#### 映画
- あぁ、結婚生活
- アザー・ガイズ 俺たち踊るハイパー刑事!（ジーン・マウチ警部〈マイケル・キートン〉）
- アイアンマン2
- iCarly
- アメリア 永遠の翼
- アルマゲドン2009（エルマン）
- 1911
- イテウォン殺人事件（アレックスの父）
- インターンシップ
- エアベンダー
- オオカミは嘘をつく（ギディ〈ツァヒ・グラッド〉）
- キャプテン・アメリカ/ザ・ファースト・アベンジャー
- キック・アス（マーティ・アイゼンバーグ / バトル・ガイ〈クラーク・デューク〉）
  - キック・アス/ジャスティス・フォーエバー
- クライモリ デッド・リターン
- ケイラ 雪原の友だち
- ゴージャス
- 恋の7つの副作用
- 最高のともだち（サシャ、チケット売り場店員）
- サスペリア・テルザ 最後の魔女（ミレージ神父）
- 殺人の足跡 マーダーランド
- ザ・ベイ（ストックマン町長）
- 3022（リチャード・ヴァリン〈アンガス・マクファーデン〉）
- 幸せはシャンソニア劇場から
- J・エドガー（アーサー・コーラー〈スティーヴン・ルート〉）
- シティ・オン・ファイアー
- 新トレマーズ モンゴリアン・デスワームの巣窟（警官）
- 新プレデター 最強ハンター襲来（ダグ〈クリス・ディアマントポロス〉）
- SUPER8/スーパーエイト
- スパルタンX（マット〈ハーブ・エデルマン〉）※ソフト版
- TIME/タイム（カルロ）
- ダブル・ミッション
- 第三の男（ポペスコ〈ジークフリート・ブロイアー〉）※N.E.M.版
- 地球が静止する日
- トランスフォーマー・リベンジ
- トランスポーター3 アンリミテッド
- 2012
- ニューハート
- ネバー・サレンダー 肉弾凶器
- ネバー・バックダウン
- パーシー・ジャクソンとオリンポスの神々
- パーフェクト・ゲッタウェイ
- バイオレンス・レイク（ジョン）
- ハンガー・ゲーム0（ラッキー・フリッカーマン〈ジェイソン・シュワルツマン〉[8]）
- ビッグ・バグズ・パニック（ジェド）
- M10.0 ロサンゼルス大地震（グラッドストーン〈ジェフリー・ジョーンズ〉）
- マルセイユの決着
- ミラノ・コネクション（レモ）
- リーカー ザ・ライジング（ラビ）[9]
- リサとガスパール
- リボルバー
- わが心の友 愛犬デヴォン

#### ドラマ
- NCIS 〜ネイビー犯罪捜査班 ※DVD版
- 恐竜SFドラマ プライミーバル 第3章
- キャピタリズム〜マネーは踊る〜
- クイーンズ・ギャンビット
- グッド・ワイフ3
- 救命医ハンク セレブ診療ファイル（ラッセル・ベルジェ〈スティーブン・スピネラ〉）
- ギルモア・ガールズ
- 階伯〔ケベク〕
- コールドケース6、7
- 三国志 赤壁の戦い レッドクリフのすべて
- CSI:ニューヨーク
- 始皇帝烈伝 ファーストエンペラー
- 蒼穹の昴（山子）
- ゾウズ・フー・キル2 殺意の深層
- CHASE/逃亡者を追え!
- チャームド〜魔女3姉妹〜
- ディフェンダーズ 闘う弁護士
- Dr.HOUSE4（クリス・タウブ〈ピーター・ジェイコブソン〉）
- ドリームハイ
- バトルスター・ギャラクティカ
- ハリーズ・ロー 裏通り法律事務所
- ハウス・オブ・カード 野望の階段（スティーヴン・コルベア〈スペンサー・ギャレット〉）
- パワーレンジャー・S.P.D.（グリーン・アイ、アル、チアーゴ、デレックス）
- パワーレンジャー・ミスティックフォース（フィニアス〈ケルソン・ヘンダーソン〉、ヘッカノイド）
- 反撃のレスキュー・ミッション
- 五星大飯店〜Five Star Hotel〜
- フラッシュ・ゴードン
- プリティ・リトル・ライアーズ（テッド・ウィルソン〈エドワード・カー〉）
- ブルース・リー伝説（心力、シー・ウェンファイ）
- ホワイトチャペル3 終わりなき殺意
- マードック・ミステリー 〜刑事マードックの捜査ファイル〜
- 負けたくない!（チョ・ジョング〈ソン・ドンイル〉）
- 魔術師 MERLIN（ジェレイト、ケルダ、ジョセフ）
- MAD MEN（ジーン・ホフスタット〈ライアン・カットローナ〉）
- ミディアム 霊能者アリソン・デュボア
- ミス・リプリー（ソン・ギチャン会長〈チャン・ヨン〉）
- 名探偵ポワロ 第三の女
- リゾーリ&アイルズ5（ロジャー・ワイス）
- レディプレジデント〜大物
- ロビン・フッド シリーズ2
- 私はラブ・リーガル（アモス・ハンソン〈マイク・ニュースキー〉）
- 恕の人 -孔子伝-

#### アニメ
- 怪盗グルーの月泥棒（アームストロング船長）
- ミラキュラス レディバグ&シャノワール（キャッシュ）